# MapleStory
MapleStory es un videojuego en línea de descarga gratis en 2D, del género MMORPG, creado por la compañía coreana Wizet. Aunque el juego es gratis, presenta otros objetos para su compra con dinero real. A nivel mundial el juego tiene millones de usuarios.
La historia del juego trata sobre unos viajeros que buscan salvar el Mundo Maple del terrible Mago Negro. En esta trama los viajeros van haciéndose más fuertes a medida que van eliminando a los enemigos del juego, muchas criaturas de diferente aspecto. A medida que avanzan de nivel, los viajeros escogen los caminos y disciplinas a seguir que a continuación vamos a detallar.

## Clases de personajes

### Explorador (Explorer)
Hay cinco tipos: Guerrero, Arquero, Mago, Ladrón y Pirata.
A medida que el explorador sube de nivel va realizando distintos avances. Los niveles de ascenso son:
1.er job: nivel 10.
2.º job: nivel 30.
3.er job: nivel 60.
4.º job: nivel 100.
5.º job: nivel 200.
6.º job: nivel 260.

#### Guerrero (Warrior)
Es la clase con la mayor cantidad de HP y la menor de MP, por lo que es especialista en atacar cuerpo a cuerpo. El guerrero sube STR (Strength, del inglés "Fuerza") como atributo.Se consideran la clase más lenta de entrenar, pero las recompensas son grandes, ya que su poder de ataque es alto. Son muy resistentes al daño mágico y, sobre todo, físico. Utilizan un montón de tipos de armas diferentes, todas cuerpo a cuerpo: espadas, lanzas, varas largas, mazas y hachas.
1.er job (Nivel 10): Espadachín (Swordman).
Para ser guerrero, debes ser nivel 10 e ir a Perion y hablar con Bailando con Balrog (Dances with Balrog), quien te convertirá en uno.
2.º job (Nivel 30): 
Una vez alcanzado el nivel 30 puedes obtener el segundo trabajo hablando con Bailando con Balrog. Una vez superes la prueba podrás ascender. Se elige entre tres especialidades (no se puede cambiar una vez elegida).
- Luchadores (Fighter): Son la clase de guerreros que se dedican únicamente al ataque, pues casi todas sus habilidades tienen que ver con más fuerza y rapidez. Tienen una habilidad de soporte llamada Furia (Rage) que es muy efectiva, ya que aumenta su daño de manera drástica y que afecta a todos los compañeros del equipo. Lamentablemente, tienen muy poco MP.
- Escuderos (Page): Se consideran los guerreros de soporte, aunque también pueden ser muy fuertes. Tienen menos HP que el resto de los guerreros, pero su MP es mayor.
- Lanceros (Spearman): Son capaces de atacar a mayor distancia y con más fuerza y más agilidad.

3.er job (Nivel 60): 
Dependiendo de la elección hecha en el 2.º job se ascenderá a:
- El Luchador (Fighter) a Cruzado (Crusader).
- El Escudero (Page) a Caballero Blanco (White Knight).
- El Lancero (Spearman) a Berserker.

4.º job (Nivel 100): Se ascenderá a:
- El Cruzado (Crusader) a Héroe (Hero).
- El Caballero Blanco (White Knight) a Paladín (Paladin).
- El Berserker a Caballero Oscuro (Dark Knight).

#### Arquero (Bowman)
Esta clase es muy efectiva en el ataque a distancia. Tiene una cantidad de HP y MP moderados.  El arquero se sube DEX (Dexterity,  del inglés "Destreza") como atributo principal. Utilizan arcos y ballestas.
Para ser arquero debes ser nivel 10 e ir a Henesys y hablar con Athena Pierce en el Parque de Champiñón quien convertirá al personaje en uno.
1.er job (Nivel 10): Arquero (Archer).
Para ser arquero debes ser nivel 10 e ir a Henesys y hablar con Athena Pierce en el Parque de Champiñón quien convertirá al personaje en uno.
2.º job (Nivel 30): Una vez alcanzado el nivel 30 puedes obtener el segundo trabajo hablando con Athena Pierce. Se elige entre dos especialidades (no se puede cambiar una vez elegida):
- Ballestero (Crossbowman): Especializados en el uso de ballestas.

- Cazador (Hunter): Especializados en el uso de arcos.

3.er job (Nivel 60): Dependiendo de la elección hecha en el 2.º job se ascenderá a:
- El Ballestero (Crossbowman) a Francotirador (Sniper).
- El Cazador (Hunter) a Guardabosques (Ranger).

4.º job (Nivel 100): Se ascenderá a:
- El Francotirador (Sniper) a Maestro Ballestero (Marksman).
- El Guardabosques (Ranger) a Maestro Arquero (Bow Master).

El Guardabosques goza de una gran velocidad y el Francotirador de un poder envidiable y con una gran cantidad de habilidades el jugador debe tener una gran habilidad en el manejo del teclado para poder distribuir la cantidad de ataques. Otra ventaja es que cuentan ambos con ataques contradictorios como de Hielo (ballestero) y Fuego (arquero), lo cual les permite tener muchas ventajas sobre una amplia gama de enemigos.

#### Mago (Mage)
Se especializa en el uso de hechizos de varios elementos, lo que le hace especialmente letal contra monstruos débiles al elemento que utilice. Son resistentes a daño mágico, pero débiles contra daño físico. Su atributo principal es la INT (Intelligence, Del inglés "inteligencia") Utilizan bastones y varitas.
1.er job (Nivel 10): Mago (Magician).
Se obtiene hablando con Grendel el Super Viejo, el cual se encuentra en "Ellinia", ciudad entre árboles, necesita nivel 10 para hacer el avance a mago.
2.º job (Nivel 30): Debes tener nivel 30 e ir donde Grendel El super Viejo el cual te dará una carta que se la debes entregar al Instructor de magos que se encuentra al norte de Ellinia. El instructor te llevará a un lugar con Ojos Malditos y Champiñones con Cuernos, que no son como los comunes, son más fuertes. Al matar a esos monstruos, conseguirás "Canicas oscuras". Necesitas 30 Canicas oscuras para poder volver donde el instructor. Luego el instructor te mandará donde Grendel para elegir tu segundo trabajo. Se elige entre tres especialidades (no se puede cambiar una vez elegida):
- Hechicero (Fuego/Veneno) (Wizard (Fire/Poison)): Magos especializados en fuego y veneno. Son los que más ataque pueden tener y causan más daño contra monstruos de hielo cuando usan sus ataques de fuego.
- Hechicero (Hielo/Rayo) (Wizard (Ice/Lightning)): Magos especializados en hielo y electricidad. Tienen mayor velocidad para lanzar hechizos y pueden congelar, además de causar mayores daños a monstruos de fuego y acuáticos.
- Clérigo (Cleric): Magos especializados en curación, protección y fortalecer al equipo. Tienen una amplia gama de habilidades de apoyo, así como el ataque más poderoso para magos en el juego (a partir de nivel 100) y causan mayores daños a monstruos oscuros y muertos vivientes.

3.er job (Nivel 60): Dependiendo de la elección hecha en el 2.º job se ascenderá a:
- El Hechicero (Fuego/Veneno) (Wizard (Fire/Poison)) a Mago (Fuego/veneno) (Mage (Fire/Poison)).
- El Hechiceri (Hielo/Rayo) (Wizard (Ice/Lightning)) a Mago (Hielo/Rayo) (Mage (Ice/Lightning)).
- El Clérigo (Cleric) a Sacerdote (Priest).

4.º job (Nivel 100): Se ascenderá a:
- El Mago (Fuego/veneno) (Mage (Fire/Poison)) a Archimago (Fuego/veneno) (Arch Mage (Fire/Poison)).
- El Mago (Hielo/Rayo) (Mage (Ice/Lightning)) a Archimago (Hielo/Rayo) (Arch Mage (Ice/Lightning)).
- El Sacerdote (Priest) a Obispo (Bishop).

#### Ladrón (Thief)
Ágiles y letales. Especialistas en el uso de las dagas y estrellas
1.er job (Nivel 10): Ladrón (Rogue). Para poder convertirse en Ladrón; se debe hablar con Señor Oscuro localizado en "Ciudad Kerning" en "Isla Victoria". Su atributo principal es LUK (Lucky, del inglés "suerte")
2.º job (Nivel 30): Se elige entre dos especialidades (no se puede cambiar una vez elegida):
- Bandido (Bandit): Utiliza una daga para atacar desde cerca; se basa más en la velocidad de ataque que en el daño. A niveles más altos obtienen habilidades para causar daño haciendo explotar los mesos que se encuentren en el suelo, o para que los monstruos suelten dinero cuando se les golpea.
- Asesino (Assassin): Especialista en lanzamiento de estrellas y cuchillos a distancia. Tiene una habilidad similar al golpe crítico del arquero, y más adelante obtiene habilidades para atacar más rápido.

3.er job (Nivel 60): Dependiendo de la elección hecha en el 2.º job se ascenderá a:
- El Bandido (Bandit) a Jefe Bandido (Chief Bandit).
- El Asesino (Assassin) a Hermitaño (Hermit).

4.º job (Nivel 100): Se ascenderá a:
- El Jefe Bandido (Chief Bandit) a Rastreador (Shadower).
- El Hermitaño (Hermit) a Señor de la Noche (Night Lord).

#### Pirata (Pirate)
Exploradores con una gran velocidad de ataque, HP alto y MP moderado. Utilizan puños y pistolas, y dependiendo de ello su atributo principal puede ser STR o DEX respectivamente. 
1.er job (Nivel 10): Pirata (Pirate).
Se requiere 20 DEX como mínimo al nivel 10 para llegar a ser Pirata.
2.º job (Nivel 30): Se elige entre dos especialidades (no se puede cambiar una vez elegida):
- Filibustero (Brawler): Los "Brawler" son especialistas en golpes con los nudillos (ataque cuerpo a cuerpo) y tienen mucho ataque, así como velocidad de ataque. Algunas de sus habilidades no se pueden utilizar instantáneamente después de utilizarlas, sino que hay que esperar algunos segundos. De ahí que muchos ataquen utilizando varios ataques diferentes. A nivel alto tienen una habilidad que aumenta mucho su ataque y movimiento.

- Pistolero (Gunslinger): Los pistoleros son especialistas en el uso de pistolas (ataque a distancia). Son rápidos atacando pero tienen poco daño hasta nivel 60.

3.er job (Nivel 60): Dependiendo de la elección hecha en el 2.º job se ascenderá a:
- El Filibustero (Brawler) a Saqueador (Marauder).
- El Pistolero (Gunslinger) a Forajido (Outlaw).

4.º job (Nivel 100): Se ascenderá a:
- El Saqueador (Marauder) a Bucanero (Buccaneer).
- El Forajido (Outlaw) a Corsario (Corsair).

## Exploradores especiales

### Novato (Beginner)
Algunos deciden no ascender al Beginner a ningún otro job y dejarlo tal y como está. Obviamente su poder es mucho menor que el de cualquier otro con un job, pero así el reto es mucho mayor. Carecen de habilidades (únicamente tienen las de Beginner, prácticamente inútiles) por lo que todo lo que pueden hacer es dar golpes normales cuerpo a cuerpo. Es decir, se asemejan a los Guerreros, pero sin habilidades. Se suelen repartir todo a STR, que es lo que aumenta el HP y el daño. No pueden utilizar armas de otros jobs (ni las de los Guerreros), sólo armas especiales y comunes que se puedan usar por todos los jobs.

### Doble Cuchilla (Dual Blade)
Es una categoría aislada de los exploradores pero que sigue el camino de los ladrones, la diferencia es que son una clase ninja que usa una Daga y una Katara. Son extremadamente ágiles y versátiles, con gran capacidad de movimiento y una esquividad sin precedentes. Tienen HP y MP moderados. Su atributo principal es la LUK, y la DEX es el secundario (la DEX sirve para poder utilizar mejores equipos).
Para ser un Dual Blade, se deben hacer todas las misiones de Ryden y subir los atributos al igual que el ladrón a 25 DEX y hablar con Señor Oscuro para hacer el primer job (el mismo que convierte a los Novatos en Bribones). Después de cumplir con todas las misiones de Ryden, se debe hablar con él para que te conduzca a un jardín secreto en el cual se debe buscar a Lady Syl y hablar con ella, una vez que se llega a nivel 20, para que convierta al personaje en un Doble Cuchilla.
1.er Job (Level 10): Se convierte en Rogue (Thief).
2.er Job (Level 20): Se convierte en Blade Recruit.
3.º Job (Level 30): Se convierte en Blade Acolyte.
4.º Job (Level 50): Se convierte en Blade Specialist.
5.º Job (Level 60): Se convierte en Blade Lord.
6.º Job (Level 100): Se convierte en Blade Master.

### Cañonero (Cannoneer)
Es una profesión aislada de los exploradores (sigue el camino de los piratas), solo que los piratas usan una pistola o un puño y los cañoneros usan distintos tipos de cañones.
Llegar al nivel 10 con esta profesión es muy fácil, ya que haces las misiones necesarias acorde con el NPC de dicha profesión. Usa sus AP (Ability Points o Puntos de Atributo) igual que los piratas, es decir, STR como atributo principal y DEX como secundario. Su daño es increíble, ya que las habilidades de esta profesión están aisladas con mucho % de daño. Asciende de profesión al nivel 30, 60 y 100.

### Caballero de Cygnus (Cygnus Knight)
Se inicia como Noble (Noblesse) en Ereve. Al llegar al nivel 10, deberás decidir si convertirte en:
- Dawn Warrior (El Guerrero del Amanecer).
- Blaze Wizard (El Hechicero de la Llama).
- Wind Archer (El Arquero del Viento).
- Night Walker (El Caminante de la Noche).
- Thunder Breaker (El que Quiebra los Truenos).
- Mihile (El Guerrero de la luz).

Sus habilidades se basan en subdivisiones de las clásicas clases de "exploradores" aunque hay algunas únicas e incomparables.
- Dawn Warrior - Page/Luchador
- Night Walker - Asesino
- Thunder Breaker - Brawler
- Wind Archer - Cazador
- Blaze Wizard - A pesar de basar en parte al "Fire & Poison - Mage" sólo usa fuego y en formas muy distintas.
- Mihile - usa poderes de luz y ataque con su escudo.

### Guerreros Legendarios (Legend)
Durante la era donde el Mago Negro dominaba el Mundo Maple hace muchos siglos, cinco Héroes protegían a los ciudadanos de su oscuridad. Ellos pelearon contra el Mago con sus poderes únicos pero fue imposible proteger al Mundo y a las personas, así que para evitar que su gente saliera lastimada, los Héroes los mandaron a la seguridad de Isla Victoria y empezaron la batalla final contra el Mago. Cuando el polvo de la batalla se disipó, los Héroes habían desaparecido, haciendo creer a todos que habían muerto. Ahora, siglos después, ellos han regresado.

Tendrán como nivel máximo 250. Ya se conocen los nombres de los 5 Guerreros Legendarios, salvadores del Mundo Maple, los cuales son:

(M)ercedes: una Reina Élfica que domina el ataque con Doble Ballesta (Dual Bowguns). 
(A)ran: un Guerrero de incalculable fuerza quien ataca con una Vara larga (Pole arm). 
(P)hantom: el legendario Ladrón. 
(L)uminous: el absoluto dominante de la Luz y la Oscuridad. 
(E)van: el Maestro Dragón.

#### Aran (Guerrero)
Esta clase dependerá de un nuevo sistema de Combos, el cual consistirá en Combos como Ctrl + Ctrl + Arriba + Abajo + Habilidades. Disponible en GMS y EMS (MapleStory Global y MapleStory Europe, respectivamente).
Los Aran se quedan como "Aran" todo el juego. Al inicio empieza en el nivel 250 como una leyenda, después salen algunas escenas de cómo luchando con el Mago Negro se quedó congelado. Y después de mucho tiempo despierta habiendo olvidado sus poderes, con el transcurso del tiempo y subiendo de nivel, los irá recordando. Otra novedad es que utiliza el sistema de combos y además sus habilidades son con combinaciones de teclas.
1.er Job (Nivel 10): Se convierte en Aran Despierto (Awakened Aran).
2.º Job (Nivel 30): Se convierte en Aran en Recuerdo (Aran in Memory).
3.er Job (Nivel 60): Se convierte en Aran en Miseria (Aran in Misery).
4.º Job (Nivel 100): Se convierte en Aran en Esperanza (Aran in Hope).

#### Evan (Mago)
Si eliges este Job, te encontrarás con un huevo del cual nacerá un dragón que irá creciendo dependiendo de tu nivel. Él será el que tenga las habilidades y podrá atacar con sus poderes de fuego, hielo y trueno. El dragón se llama Mir.
Los Evan tienen un único job, el cual es, obviamente, Evan. De ahí lo que va evolucionando es su dragón que va creciendo conforme al nivel del personaje.
A continuación se muestran los niveles en los cuales hay un cambio de fase (en todas las fases se añaden nuevas habilidades):
1.er Job (Nivel 8): Evan.
1.er Master (Nivel 10): El dragón nace y lleva una parte del huevo en su cabeza.
2.º Master (Nivel 20): Su cuerpo azul se oscurece un poco y su cabeza crece, soltando el fragmento del huevo.
3.er Master (Nivel 30): Su cuerpo crece mucho aunque vuela próximo al suelo, ya que sus alas son aún pequeñas.
4.º Master (Nivel 40): El dragón no cambia.
5.º Master (Nivel 50): El dragón crece notablemente y oscurece su piel, aunque sigue siendo azul.
6.º Master (Nivel 60): El dragón no cambia.
7.º Master (Nivel 80): El dragón crece y empieza a parecer adulto.
8.º Master (Nivel 100): El dragón no cambia.
9.º Master (Nivel 120): Llega a su máximo desarrollo, después de este nivel el dragón ya no vuelve a crecer.
10.º Master (Nivel 160): El dragón no cambia.

#### Mercedes (Arquera)
Elfa capaz de utilizar Doble Ballesta (Dual Bowguns) como arma principal. Sus municiones son un nuevo tipo de flechas mágicas. Fue la gran maestra de la arquera Athena Pierce, por mucho tiempo se le creyó muerta y la mismísima Athena Pierce regresó a Leafre cuando estaba en llamas para su rescate.
Después de la batalla contra el Mago Negro, regresa a Elluel, su ciudad natal. Por órdenes del dios Dragón Afrien, el cual yacía malherido con el cuerpo de su amo Freud. Cuando Mercedes regresa a su ciudad descubre que está nevando y comienza a hablar con los elfos que habitan ahí. Poco a poco se van congelando. Ella decide ir a dormir, pero queda congelada y despierta cientos de años más tarde completamente debilitada.
A lo largo del juego, Mercedes va descubriendo que el Mago Negro aún sigue vivo y con la ayuda de viejas amistadaes y los Caballeros de Cygnus ella podrá hacerle frente de nuevo.

#### Phantom (Ladrón)
El más grande ladrón que alguna vez existió, desarrolló sentimientos hacia la antigua emperatriz de Ereve, cuyo nombre fue Aria y juró vengarse del Mago Negro cuando este mandó a matarla, esa fue la razón por la que se unió a los héroes.
Se lo puede describir como un ladrón evolucionado que utiliza un nuevo tipo de arma principal llamada "Cane" y una munición nueva como arma secundaria (cartas), especializado en la evasión y en golpes críticos. La mayoría de sus habilidades le dan un alto rango de evasión, golpe crítico y LUK.
A medida que avanza puede ir robando poderes, cada vez más poderosos, Explorers, pero no puede robar poderes de personajes Cygnus Knights, Resistance u otros héroes. Aunque solo puede usar un poder por cada Job que adquiere (máximo 4 a la vez equipados), sigue siendo una gran ayuda para sí mismo y para los miembros del equipo que se puedan beneficiar con estos efectos.

#### Luminous (Mago)
Es un mago capaz de manipular la magia de la luz, pero al finalizar la batalla contra el Mago Negro, la magia oscura se adentra en el cuerpo de Luminous tornando su ojo izquierdo (originalmente azul) a rojo. Ésta cualidad es adquirida cuando la oscuridad se adentra en él y a partir de ese momento, este puede usar la magia oscura.
El aspecto de Luminous depende del estado en que este su poder mágico, si esta en modo Luz este tendrá su aspecto normal (tal y como lo modifique el usuario). Sin embargo, cuando está en modo Oscuro, este tiene un aspecto siniestro y su ojo izquierdo (el rojo) parece estar incendiándose con el poder oscuro.
El modo en el que Luminous controla sus poderes es fundamental en su estilo de batalla pues dependiendo de si está en estado oscuro o de luz sus poderes ganarán daño extra (50% más daño y ataque roba-vida). Aunque hay muchos poderes que se denominan Equilibrium que pueden tener el bonus independientemente del estado de Luminous.
Eunwol KMS -Shade GMS
Shade es uno de los Seis Héroes que derrotó con éxito al Mago Negro hace muchos eones. Durante esa batalla culminante, Shade se sacrificó para activar los sellos que ataban al villano mago. Como muchos de los Seis Héroes, los esfuerzos de Shade se perdieron en el tiempo y no queda ningún registro de su valentía en ningún libro de historia de Maple. Ahora, gracias a los esfuerzos de los zorros puntiagudos nativos de Miu Miu, una región de Grandis, Shade ha renacido. En un mundo que se siente extraño y extraño, Shade debe trazar un nuevo camino para sí mismo mientras investiga las afirmaciones de que su némesis ha regresado... Shade usa Fuerza como su estadística principal y está armado con Knuckles como su arma principal y Fox Marbles como su arma secundaria. . Shade puede convocar espíritus para que lo ayuden en la batalla y puede mejorar sus estadísticas con habilidades especiales. Diferentes espíritus tienen diferentes fortalezas y apoyan a Shade de diferentes maneras. Con Ground Pound, puedes invocar un espíritu de la naturaleza para golpear la tierra y dañar a múltiples enemigos con una poderosa onda de choque. Usa Blade Spirit—Forward Slash para invocar un espíritu de espada que atraerá a múltiples enemigos hacia ti y los destruirá con una feroz ráfaga de golpes. Toma el control de Shade y reescribe la historia... 

### Resistencia (Resistance)
Una nueva subclase añadida en la actualización "Big Bang", dentro de esta clase se encuentran algunos de los ya conocidos aventureros, como el Wild Hunter que se añaden a los Arqueros, el Battle Mage añadido a la clase de los Magos, el Mechanic añadido a la clase de los Piratas y el Demon Slayer añadido a la clase de los Guerreros. Su objetivo es luchar en contra de los Alas Negras (Black Wings), agentes del Mago Oscuro, e impedir que éstos logren despertarlo.

#### Cazador Salvaje (Wild Hunter)
Es un personaje cuya principal arma es la ballesta y su compañero, por así decirlo, es un jaguar. Le permite a esta clase moverse cuando ataca a gran velocidad (es el único job que tiene la capacidad de hacer esto).

#### Mago de Batalla (Battle Mage)
Es un mago que utiliza magia negra para herir a sus oponentes. Su innovación es la habilidad de usar, en su mayoría, ataques sin base elemental y con gran poder destructivo, y el tener mayor resistencia que otras clases. Algunas de las más importantes cualidades de los Battle Mage es que irán mejorando su habilidad de herir a su oponente hasta seis veces con la misma habilidad a medida que suben de nivel. Otra cosa que hace grandiosa a esta clase es que se puede obtener una habilidad de recuperación de vida (HP), lo que evita el alto consumo de pociones (Potions) para su vitalidad.

#### Mecánico (Mechanic)
Es un pirata con gran habilidad para la invención de artefactos y robots. No sólo podrá construir (convocar) robots en medio de la batalla si no también aplicar efectos pasivos y utilizar ataques con ellos en una amplia área. No solo tendrá un buen rango sino una buena defensa a corta distancia debido a que sus robots pueden alejarse o mantenerse cerca.

#### Exterminador de Demonios (Demon Slayer)
El guerrero de la resistencia. Fue en épocas pasadas el comandante más fuerte al servicio del Mago Negro, pero poco antes de que los Guerreros Legendarios pelearan contra el Mago Negro, este ordenó destruir gran parte del Mundo Maple, incluyendo el pueblo natal del Demon Slayer y a toda su familia. Esto causó una gran tristeza e ira en el Demon Slayer, quién se decidió a vengar a su familia y su pueblo. Luchó con gran valentía y determinación contra el Mago Negro, pero perdió el combate y sus poderes desaparecieron. Muchos años después, el Demon Slayer despierta y decide unirse a la resistencia y volver a entrenar para poder cumplir su venganza.
Este guerrero no tiene MP, en cambio cuenta con DF (Demon Fury) la cual la obtiene de los monstruos que ataca con su principal habilidad que no consume nada. Usa esta DF para activar otras habilidades especiales causando daño masivo. Usa un mazo en una mano y en la otra un escudo de fuerza que le dará la mayor capacidad de DF.
Valfar, es el nombre del primer comandante del Mago Negro, un ser poderoso capaz de volar ya que posee un par de alas en su espalda debido a que su padre fue un demonio. Este personaje, en la historia, seguía las órdenes de Arkarium, el cual en una reunión con otros comandantes, como Von Leon y Orca (Orchid), le indica que las fuerzas del Mago Negro acababan de destruir las zonas del sur de Leafre, en las cuales vivía su familia. Valfar se revela y decide ir lo más rápido a su casa pero descubre un paisaje muy desolador, todo destruido, y promete cobrar venganza.
Cuando Valfar regresa al Templo del Tiempo, se encuentra con Arkarium y él lo derrota, finalmente se enfrenta en una batalla contra el Mago Negro pero es derrotado, quedando sellado por cientos de años en una especie de huevo.
Pasados cientos de años despierta y rompe el huevo, encuentra a unos guardianes de los Alas Negras y los ataca. Es encontrado por el agente J y se desmaya. Poco después despierta en la ciudad de Edelstein y es interrogado por Claudine y los demás miembros de la Resistencia. Le preguntan sobre su vida o si era un enviado de los Alas Negras, él les relata todo y lo integran como el nuevo refuerzo de la Resistencia:  Exterminador de Demonios (Demon Slayer).
Otra clase similar al Demon Slayer es Demon Avenger.
El Demonio era uno de los comandantes más leales del Mago Negro antes de que su maestro lo traicionara e incendiara su aldea. El Demonio se unió a la resistencia contra el Mago Negro, pero al igual que los Seis Héroes, estuvo sellado durante siglos. Ahora, en la actualidad, el Demonio se ha unido a la Resistencia y está decidido a cazar al Mago Negro y hacerle pagar. Pero primero debe elegir entre el camino del Cazador o el camino del Vengador. El Vengador usa puntos de vida (HP) para sus habilidades y, por lo tanto, no tiene puntos de maná (MP). Esto significa que el Vengador puede abastecerse de mesos, la moneda del juego, ya que no necesita comprar ninguna poción MP. Habilidades como Life Sap ayudan a contrarrestar el HP cada vez menor del Avenger debido al consumo de habilidades, ya que puede desviar la vida de los enemigos para restaurarse. Un verdadero pícaro, el Vengador utiliza a Desperados como su arma preferida.
Xenon
Secuestrado por los Black Wings, se experimentó con Xenon y se le dieron mejoras cibernéticas. Años más tarde, miembros de la Resistencia Edelstein allanaron el laboratorio y lo liberaron. Ahora deambula por la tierra, intentando desesperadamente recuperar sus recuerdos y su identidad. Xenon puede equipar equipo de ladrón y pirata sin la necesidad de cumplir con sus requisitos de estadísticas, y tiene tres estadísticas principales en lugar de solo una. Algunos de sus ataques tienen modos alternativos y pueden utilizarse de diferentes maneras. Además de Mana, Xenon puede utilizar un suministro de energía exclusivo para él para potenciar sus habilidades. Xenon empuña un látigo de energía letal que puede atravesar casi cualquier cosa.
Desintegrador (Blaster)
Blaster es miembro de la Resistencia, luchadores por la libertad que se oponen al Mago Negro y a la organización que busca revivirlo, los Black Wings. Blaster, un guerrero robusto, usa la fuerza como su estadística principal y está armado con dos armas pesadas: el Arm Cannon (principal) y las Charges (secundarias). Al disparar tiros masivos con el Arm Cannon, Blaster llena el indicador Dynamo, que puede liberarse para causar un daño masivo una vez que el indicador está lleno. Blaster también puede usar habilidades en combinación para realizar ataques aún más devastadores.
NOVA
Una nueva clase añadida híbridos mitad humano, mitad dragón.
Destructora Angelical ( Angelic Buster)
Tear fue una marginada desde el momento en que nació. Sin cola y sin poderes mágicos, Tear fue rechazada tanto por sus mayores como por sus compañeros. El destino encontró a la joven cuando frustró un intento de robo por parte de Magnus, uno de los comandantes del Mago Negro. Aunque ella frustró el robo de un guante especial, la reliquia ahora está fusionada a su brazo y le ha otorgado poderes especiales. Tear ya no es una paria y se ha transformado en el superhéroe conocido como Angelic Buster. Angelic Buster solo se puede jugar como un personaje femenino, usa equipo de clase Pirata y viene equipado con un Soul Shooter como arma y un Soul Ring como escudo. También viene con habilidades Soul Battery, ataques poderosos que solo se pueden recargar al atacar a los enemigos. Habilidades como Feather Hop y Grappling Heart le dan al Angelic Buster una de las mejores movilidades de cualquier clase de MapleStory.
Kaiser
Hace mucho tiempo, una raza misteriosa llamada Nova vivía en paz en su mundo natal de Grandis. Mitad humanos, mitad dragón, los Nova estaban protegidos por Kaiser, un guerrero legendario, hasta que el traidor guerrero Nova Magnus invadió sus tierras. Aunque luchó valientemente, Kaiser no tuvo más remedio que sacrificarse para detener a Magnus y su ejército. Ahora, muchos años después, un joven Nova llamado Kyle ha heredado los poderes de Kaiser. ¿Tiene lo necesario para ser el nuevo campeón de Pantheon? Kaiser empuña una enorme espada a dos manos y puede moverse rápidamente por el campo de batalla con habilidades como Air Lift y Vertical Grapple. Realizar combos y ataques especiales llena su Morph Gauge, que una vez lleno le permite a Kaiser transformarse en su verdadera forma, haciéndolo casi invencible por un corto tiempo.
Cadena
Cadena creció en Grandis como miembro de la familia real Nova. Cuando el guerrero Nova, Magnus, se convierte en un traidor a su raza, lidera un ejército para invadir el Heliseum. La familia real es aniquilada, excepto el único superviviente, Cadena. La Guardia Real la salva y la crían los Shadowdealers, una organización comercial. Al vivir en la remota ciudad de Savage Terminal, Cadena aprende a pelear. Sus tácticas de lucha tienen un toque callejero y sobresale en el combate cuerpo a cuerpo. Cadena utiliza equipo de ladrón y su estadística principal es la suerte. Ella es experta con la Cadena, su arma principal, y la usa para atacar monstruos y arrojarlos al suelo, o para ponerse en contacto cercano con un enemigo. Su arma secundaria, una Warp Forge, la ayuda en la batalla.
Sengoku
En 1582, el loco señor de la guerra Oda Nobunaga finalmente tomó el control de Japón. Buscando la inmortalidad, Oda intentó un ritual drástico en el templo de Honnou-ji, pero fue frustrado gracias a los esfuerzos de una joven sacerdotisa de lo oculto llamada Kanna y un valiente samurái llamado Hayato.  Esta victoria tuvo un costo: mientras Oda se batía en duelo con un joven samurái y Kanna realizaba sus contrahechizos, una columna de luz surgió del templo y transportó a los tres a un nuevo y misterioso mundo. Oda Nobunaga nunca descansará hasta alcanzar la vida eterna, sin importar el mundo. Depende de Kanna y Hayato detenerlo y proteger su nuevo hogar de su magia maligna.
Kanna
Kanna es una variante de la clase Mago y está armada con un abanico mágico y está acompañada por un familiar, el espíritu zorro Haku. Kanna invoca espectros fantasmales para que la ayuden en el combate y tiene su propia forma especial de maná que se regenera rápidamente. Aquellos que busquen un giro único en el usuario de magia promedio harían bien en elegir Kanna.
Hayato
Hayato es una variante de la clase Guerrero y viene equipado con una katana especial. Habilidades como Surging Blade le permiten realizar rápidos ataques con espada que destruyen a los enemigos. Encadena combos a la perfección y podrás liberar todo el potencial de Hayato. En el nivel 50, Hayato puede montar sobre el Gran Caballo Onikageh, una poderosa montura de guerra.
Flora
Hace cientos de años, Flora se vio involucrada en una guerra civil devastadora, sus últimos descendientes serán los encargados de que su magia y sus poderes sigan en pie para luchar contra la magia oscura que asecha al mundo Maple.
Ark
Creció en Grandis y se unió al ejército de la raza mágica High Flora. Después de presenciar la destrucción causada en la guerra civil de Flora, Ark intentó escapar del ejército y fue tildado de traidor. Mientras estaba en cautiverio, un espectro se apoderó de él y perdió la memoria. La historia de Ark comienza en las ruinas del desierto de Verdel, donde es descubierto por una caravana que vaga por el desierto. Ark usa equipo pirata y su estadística principal es Fuerza. Lleva poderosos Knuckles para someter a sus enemigos y utiliza un Camino Abisal para aprovechar el poder de la oscuridad. Debido a su fusión con Spectre, Ark puede cambiar entre Flora State (usa las habilidades mágicas de Flora) y Spectre State (reúne poder del abismo). Almacena espectros mientras estás en el estado de flora y libéralos para activar el estado de espectro. Mientras está en estado Spectre, Ark tiene muchas habilidades poderosas que canalizan la energía oscura para devastar a sus enemigos.
Illium
Creció en Grandis como descendiente de la raza mágica Flora. Hace cientos de años, Flora se vio involucrada en una guerra civil devastadora y Verdant Flora tuvo que esconderse. Illium es uno de los últimos miembros de Verdant Flora, pero desafortunadamente no tiene las fuertes habilidades mágicas de sus antepasados. Mientras trabaja en su magia, Illium se encuentra con el Cristal, un antiguo artefacto de Flora. El Cristal despierta un nuevo poder dentro de Illium, fortaleciendo su magia y transformándolo en un líder natural. Illium utiliza equipo de mago y su estadística principal es la inteligencia. Su arma principal, el Lucent Gauntlet, le permite crear armas mágicas y aprovechar el poder del Cristal, mientras usa sus Lucent Wings para volar. ¡Illium tiene poderosas habilidades que causan un daño masivo a los enemigos o mejoran las habilidades de sus compañeros!
Adele
Adele es una Alta Flora de Grandis y una honorable caballero que fue encerrada en el Vacío por razones desconocidas. Después de estar atrapada durante años, la oración desesperada de un niño de otra tierra convoca a Adele de vuelta a la realidad. Adele empuña espadas etéreas conjuradas con pura magia. Guiados por su voluntad, atacan sin que ella los toque jamás.
Khali
¡Khali, el Viento de la Venganza, se une al ejército de héroes en MapleStory! Sacerdotisa de Grandis High Flora, entró en la guardia con su hermano gemelo, dedicándose a proteger a su amado Señor. Khali se mueve a una velocidad imposible a través del campo de batalla, usando sus chakras duales y las bendiciones del desierto para castigar a cualquier enemigo que intente interponerse en su camino.
Anima
Durante la Guerra Civil Flora, la Alta Flora llevó a cabo rituales especiales en las otras razas de Grandis para transformarlos en Espectros para su ejército. Muchas Anima fueron víctimas de la campaña de limpieza étnica de la Alta Flora, y pueblos enteros fueron erradicados durante la guerra. Cuando cayó Aboris, se creía que el Anima prácticamente había desaparecido.
Sin embargo, sin que muchos lo supieran, el Anima se recluyó en las zonas más remotas de Grandis. Muchos Anima incluso comenzaron la práctica de ocultar sus rasgos animales para evitar ser atacados, similar a los miembros del culto Black Nova que eliminan sus rasgos Nova. Hay al menos un caso conocido de un Anima que incluso vive en Maple World: Rondo, aunque se desconoce cuándo o cómo cruzó dimensiones, o si incluso es un Anima.
Hoyoung
Hoyoung, un apuesto pícaro de Grandis, es un Anima que aprendió el arte de la magia en el reino de los sabios. Al liberar el sello de Taotie, un temible demonio que instaló el caos en Grandis en el pasado distante, Hoyoung parte del tranquilo valle que ha llamado hogar y emprende un viaje al mundo. Hoyoung es un ladrón de ánima y usa LUK como su estadística principal. El arma principal de Hoyoung es un Ritual Fan y su arma secundaria es un Fan Tassel.
Lara
Lara es un Anima de Grandis. Cuando despierta el poder del tesoro de su ciudad, una campana misteriosa, se une a espíritus terrestres especiales. Impulsada por su fe en una leyenda, transmitida en su ciudad durante generaciones, se embarca en una aventura para hacer sonar la campana. Usando su conexión con los espíritus de la tierra, Lara puede buscar Dragon Veins, conductos del poder natural de la tierra. Según los elementos dentro de esas venas, puede canalizar ese poder de varias maneras.
Otras clases
Kinesis
Kinesis es un héroe local en la ciudad ubicada dentro del mundo FriendStory. Dotado del poder de la telequinesis, utiliza estos poderes para el bien, protegiendo a los ciudadanos y convirtiéndose en un héroe local. Pero un día, se encuentra con el Mago Blanco y los acontecimientos se salen de control: sus poderes psíquicos crean un sumidero en la ciudad que también es un portal a Maple World. Muchos ciudadanos de la ciudad caen a través de este portal, ¡y Kinesis debe rescatarlos y salvar ambos mundos! Kinesis usa la Inteligencia como su estadística principal y está armado con un Limitador PSY como arma principal y una pieza de ajedrez como secundaria. Kinesis usa la telequinesis para atacar monstruos y controlar objetos cercanos, lanzándolos por el aire. El uso de habilidades normales genera Kinesis Psychic Points (PP), que luego se pueden usar para potenciar varias habilidades Ultimate diferentes.
Beast Tamer
Chase always dreamed of being a hero, but never had much opportunity for adventure in her small town. That all changed when she met Arby the cat. Via Arby’s mysterious powers, Chase has gained the ability to speak to animals. Now she's set off on her very own adventure, and some of Arby's animal buddies are coming along for the ride. Choose the Beast Tamer class and you'll get to fight alongside a bear, a snow leopard, a hawk and of course Arby, your loyal kitty friend. Chase is special in that she has different attack modes for each of her animals. Take control of Eka the hawk for increased mobility, or call on Fort, the loveable if dimwitted bear, for massive damage. Chase is one of the most versatile characters in the game, and the perfect choice for animal lovers.

## Objetos (Items)
Clasificaremos los objetos según el lugar del inventario que ocupen, es decir, habrá objetos de Equipo, de Consumo, de Montaje, de Etc y de Cash.

### Equipo (Equipement)
Son el conjunto de objetos que nuestro personaje puede equiparse. Los subclasificaremos en armas, armadura, accesorios y otros.

#### Armas (Weapons)
Son los objetos más importantes, los más responsables del daño que es capaz de hacer nuestro personaje. Hay diferentes tipos:
Armas de guerreros:
- Hacha (Axe): Utilizadas por Escuderos.
  - Hacha a una mano (One handed axe).
  - Hacha a dos manos (Two handed axe).
- Espada (Sword): Utilizadas por Luchadores.
  - Espada a una mano (One handed sword).
  - Espada a dos manos (Two handed sword).
- Maza (Mace): Utilizadas por Escuderos.
  - Maza a una mano (One handed mace).
  - Maza a dos manos (Two handed mace).
- Lanza (Lance): Utilizadas por Lanceros.
- Vara larga (Pole arm): Utilizadas por Lanceros y Aran.

Armas de magos:
- Varita (Wand): Necesitan menos nivel que los bastones.
- Bastón (Staff): Hacen algo más de daño que las varitas.
- Abanico (Fan): Utilizado por las Kannas.
- Cetro (Scepter): Utilizado por los Beast Tamer.

Armas de Ladrones y Doble Cuchillas:
- Garra (Claw): Utilizada por los Asesinos.
- Daga (Dagger): Utilizada por los Bandidos y Doble Cuchilla.
- Cuchilla (Katara): Exclusiva de los Doble Cuchilla. Debe equiparse junto a una Daga.

Armas de Arqueros:
- Arco (Bow): Utilizado por los Arqueros.
- Ballesta (Crossbow): Utilizada por los Ballesteros.

Armas de Piratas:
- Puño (Knuckle): Utilizado por los Bucaneros.
- Pistola (Gun): Utilizada por los Pistoleros.
- Cañón de mano (Hand cannon): Utilizado por los Cañoneros.

#### Armadura (Armour)
Sirve para aumentar mucho la defensa y los atributos. Hay diferentes piezas de armadura:
- Casco (Helmet)
- Conjunto (Overall.
- Parte de arriba (Top)
- Parte de abajo (Bottom)
- Zapatos (Shoes)
- Escudo (Shield)
- Capa (Cape)

#### Accesorios (Accessories)
Sirven para aumentar el ataque, la defensa y los atributos. Hay diferentes accesorios:
- Accesorio de ojos (Eye´s accessory)
- Accesorio de cara (Face´s accessory)
- Pendientes (Earrings)
- Cinturón (Belt)
- Colgante (Pendant)

#### Otros (Other)
Objetos que no pertenecen a ninguna de las clases anteriores pero son equipables:
- Medalla (Medal)
- Androide (Android)
- Corazón de Androide (Android's heart)
- Insignia (Badge)

### Consumo (Use)

#### Pergaminos (Scrolls)
Hay varios tipos de pergaminos:
- Los que mejoran equipos. Pergaminos para todas las armas, armaduras, accesorios y de diferentes tasas de éxito: 10%, 30%, 50%, 60%, 70%, 100%, etc. A menos tasa de éxito más mejora el equipo. Otros restablecen el número de mejoras disponibles de cada objeto, otros dan potencial a los equipos.
- Y los que te teletransportan a otras ciudades, al pueblo más cercano, etc.

#### Pociones (Potions)
Hay pociones para recuperar el HP (Health Points o Puntos de Vida) y el MP (Mana Points o Puntos de Mana) y otras (estimuladores) sirven para aumentar los atributos (como la Destreza o la Inteligencia), el ataque, el HP y MP máximos, etc. Incluso algunas te permiten transformarte temporalmente en monstruos.

### Montaje (Set-up)
Generalmente son Sillas (Chairs), pero también pueden ser objetos que los NPC dan a los jugadores en diferentes Eventos (Events) que el juego va adquiriendo y tienen fecha limitada. (Los NPC son personajes secundarios, con los cuales tu personaje puede hablar e interactuar).

### Etc (Etc)
Los objetos de Etc son, esencialmente, los drops básicos de los monstruos y los objetos requeridos en misiones.

### Cash (Cash)
Son los objetos del juego que se pueden comprar usando dinero real. Tienen una tienda específica dentro del juego. Unos aportan ventajas como ganar más experiencia o tener una tasa de caída de objetos mayor y otros son meramente decorativos, como la ropa que llevará el personaje.

### Lenguaje especial
Como todo juego, MapleStory tiene una terminología específica que se recomienda conocer para mejorar la comunicación con el resto de los jugadores. Algunos de los términos más usados son:
Str (Strength): Fuerza.
Dex (Dexterity): Destreza.
Int (Intelligence): Inteligencia.
Luk (Luck): Suerte. 
Meso: Es la moneda básica del juego.
Nx: Es el crédito que hemos comprado con dinero real y del que disponemos para comprar objetos cash especiales.
Tienda Cash (Cash Shop): Es el lugar específico donde se compran objetos con Nexon Cash (Nx).
FM (Free Market): Mercado Libre, es un lugar donde se pueden comprar y vender todo tipo de objetos a otros jugadores. Con Nx, en la Cash Shop, se pueden comprar tiendas especiales para poder vender en el FM.
Drop: Con esta palabra nos referimos a un objeto que es dejado caer por un monstruo cuando este muere.
Job/Class: Es la profesión elegida por el jugador.
Atm (At the moment): En este momento.
Afk (Away from keyboard): Lejos del teclado.
Wb (Welcome back): Bienvenido/a de vuelta.
Ty (Thank you): Gracias.
Ofc (Of course): Por supuesto.
Lol/Lmao/Lmfao/Rofl (Laughing Out Loud / Laughing My Ass Off / Laughing My Fucking Ass Off / Rolling On Floor Laughing): Muerto de risa. 

### Atributos
Muchas veces sentimos la necesidad de aumentar el daño de nuestros personajes. Esto nunca es fácil, pero hay algunas formas de lograrlo. Una de ellas es centrarse más de lo normal en el atributo principal de cada personaje.
Hay dos modos de repartir los puntos de atributos (aparte de la forma estándar): Less y Low. Explicamos cada una:
- Low: Si tenemos, por ejemplo, un guerrero, su atributo principal es la STR y el secundario la DEX. Hacerlo "lowdex" significaría dejar la DEX en un nivel relativamente bajo (unos 40-50) y todo lo demás repartirlo a STR. Como STR es el atributo principal aumentará bastante el ataque en relación con un guerrero estándar.
- Less: Si tenemos el mismo guerrero de antes, el normal, hacerlo dexless significaría dejar la DEX al mínimo posible (4) y nunca jamás darle ningún punto. Es decir, al repartir todos los puntos a STR aumentaríamos en gran medida el ataque respecto a un guerrero estándar.

El problema de utilizar estos métodos es que tendremos problemas al querer equiparnos objetos de mayor nivel, ya que requieren tener a un nivel normal el atributo secundario. Esto podemos solucionarlo utilizando equipos especiales que nos den los puntos que necesitemos del atributo secundario, aunque suelen ser caros y difíciles de conseguir, por lo que estos métodos son sólo recomendados para jugadores con experiencia y recursos (mesos).

## Juegos relacionados
- MapleStory DS: El juego fue lanzado para Nintendo DS el 15 de abril de 2010 en Corea.[1]
- MapleStory M: Lanzado para iOS y Android, en Corea del Sur durante octubre de 2016 y luego en el extranjero el 28 de mayo de 2018.[2]
- MapleStory 2 Se lanzó en Corea el 7 de julio de 2015. A diferencia de su predecesor, MapleStory 2 se desarrolla en un plano 3D basado en vóxeles en un ángulo a menudo isométrico.
- MapleStory R: Evolution Se lanzó oficialmente en el sudeste asiático el 28 de julio de 2023 y es un juego de rol de pantalla vertical.

## Adaptaciones

### Anime
Una adaptación a serie de titulado MapleStory (メイプルストーリー, Meipuru Sutōrī), producido por el estudio Madhouse fue estrenada en 2007. Se emitió en TV Tokyo entre el 7 de octubre de 2007 y el 30 de marzo de 2008 y contó con 25 episodios.
La trama gira en torno a un guerrero que viaja para revivir el árbol del mundo.

### Juego de cartas
El editor estadounidense de Nexon lanzó un juego de cartas coleccionables MapleStory el 6 de noviembre de 2007. Desde entonces, Nexon Corea y Japón han lanzado juegos de cartas coleccionables similares, mientras que Nexon Norteamérica ha descontinuado este servicio.